# Тюляпкин, Михаил Сергеевич
Михаил Сергеевич Тюляпкин (4 мая 1984, Горький, СССР) — российский хоккеист, защитник; тренер.

## Биография
Воспитанник нижегородской торпедовской СДЮШОР. С 2002 года начал выступать на профессиональном уровне за нижегородское «Торпедо», где ранее выступали его отец Сергей (вратарь) и старший брат Денис, также выступающий на позиции защитника, под 3 номером. В своём первом сезоне выиграл Высшую лигу.
В 2002 году был выбран на драфте НХЛ в 9 раунде под общим 268 номером клубом «Миннесота Уайлд», за который он так и не сыграл. Вместо этого остался в России, перейдя в новокузнецкий «Металлург» в 2004 году.
В 2006 получил предложение от казанского «Ак Барса», с которым он потерпел поражение в финальной серии чемпионата 2006/07 от магнитогорского «Металлурга», а в 2008 выиграл Континентальный Кубок.
Сезон 2008/09 начал в составе своей первой профессиональной команды «Торпедо» (Нижний Новгород), в только что основанной КХЛ.
После двух сезонов в Нижнем Новгороде перешёл в ханты-мансийскую «Югру». В 2012 году вернулся обратно. Отыграв ещё один сезон за нижегородцев, покинул клуб.
Выступал за молодёжную сборную России на чемпионате мира 2004 года.
С 2019 года — тренер спортивной школы «Торпедо». Летом 2025 года вошёл в тренерский штаб клуба «Чайка».

## Достижения
- Чемпион Высшей Лиги чемпионата России 2002/03;
- Вице-чемпион России 2006/07;
- Обладатель Континентального Кубка 2008;
- Пятое место на чемпионате мира среди молодёжных команд 2004.

## Статистика
| Легенда | Легенда                    | Легенда | Легенда                   | Легенда | Легенда    |
| ------- | -------------------------- | ------- | ------------------------- | ------- | ---------- |
| И       | Количество проведённых игр | Штр     | Штрафное время            | +/−     | Плюс-минус |
| Г       | Голы                       | П       | Голевые передачи          | О       | Очки       |
| -       | Статистика неизвестна      | —       | Статистика не учитывалась |         |            |

### Клубная карьера
- a В этом сезоне в «Плей-офф» учитывается статистика игрока в Кубке Надежды.